# Vida Goldstein
Vida Jane Mary Goldstein (ur. 13 kwietnia 1869 w Portland w stanie Wiktoria, zm. 15 sierpnia 1949) – australijska feministka i działaczka polityczna.

## Życiorys
Wykształcenie odebrała w Presbyterian Ladies’ College oraz w szkole w St Kilda. U boku Annette Bear-Crawford brała udział w kampanii na rzecz równouprawnienia kobiet. Po śmierci Bear-Crawford w 1899 r. skupiła się na walce o przyznanie kobietom praw wyborczych. W 1902 r. została delegatką Australii i Nowej Zelandii na International Woman Suffrage Conference. Vida była znaną postacią w światowym ruchu sufrażystek. Kiedy w 1911 r. przemawiała w londyńskim Albert Hall słuchało jej 10 000 ludzi.
W 1903 r., przy wspartiu Women’s Federal Political Assocation, została pierwszą kobietą w Imperium Brytyjskim, która wystartowała w wyborach parlamentarnych. Próba ta zakończyła się niepowodzeniem, podobnie jak kolejne, podejmowane w 1910, 1913, 1914 i 1917 r. Podczas I wojny światowej występowała jako działaczka antywojenna. Została przewodniczącym Peace Alliance oraz zorganizowała Women’s Peace Army. Dzięki jej działaniom utworzono Narodową Radę Kobiet. Działała również na rzecz rozbrojenia oraz antykoncepcji.